# واقعیت مجازی مرد آهنی
واقعیت مجازی مرد آهنی (انگلیسی: Iron Man VR) یک بازی تیراندازی واقعیت مجازی می‌باشد که توسط سونی اینتراکتیو انترتینمنت به صورت انحصاری برای پلی‌استیشن وی‌آر در سال ۲۰۲۰ منتشر شد. این بازی یک بازی اول شخص می‌باشد که به صورت جنگ هوایی انجام می‌شود. این بازی نامزد بهترین بازی واقعیت مجازی سال ۲۰۲۰ در مراسم جوایز بازی ۲۰۲۰ شد.